# Slime (Dragon Quest)

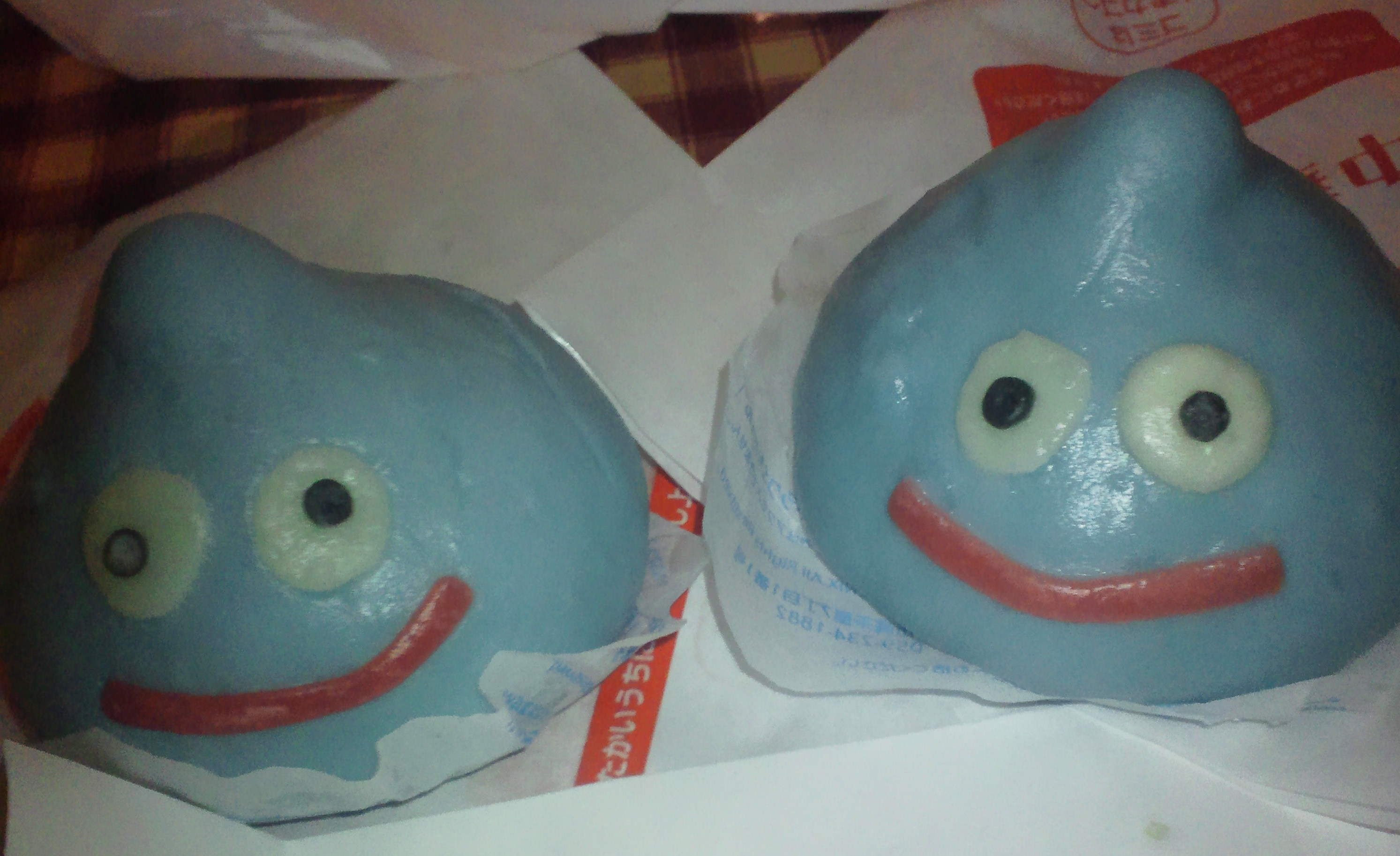
Nikuman en forme de slime.

Le slime est une créature imaginaire, mascotte de la série de jeux vidéo Dragon Quest. Il a été dessiné par Akira Toriyama, character designer de la série et a l'apparence d'une larme.
Son nom est « gluant » dans la version française de Dragon Quest : L'Odyssée du roi maudit.
Trois jeux de la séries les mettent en vedette :
- En 2003, Slime MoriMori Dragon Quest: Shōgeki no Shippo Dan sur Game Boy Advance
- En 2005, Dragon Quest Heroes: Rocket Slime (Slime MoriMori Dragon Quest 2: Daisensha to Shippo Dan) sur Nintendo DS
- En 2011, Slime MoriMori Dragon Quest 3: The Great Pirate Ship and Tales (Slime MoriMori Dragon Quest 3: Daikaizoku to Shippo Dan) sur Nintendo 3DS